# Kyōgoku Takatomo
Kyōgoku Takatomo (京極 高知, 1572-1622) est un daimyō de l'époque Azuchi Momoyama et du début de l'époque d'Edo. Il est le second fils de Kyōgoku Takayoshi et Kyōgoku Maria, ainsi que le frère cadet de Takatsugu. En 1592, Toyotomi Hideyoshi lui accorde le domaine d'Iida (80 000 koku de revenus) dans la province de Shinano au centre du Honshū, mais il se range du côté du clan Tokugawa lors de la bataille de Sekigahara. En récompense de sa loyauté, il reçoit 78 000 koku et le domaine de Miyazu dans la province de Tango où il s'installe jusqu'à sa mort. Son héritier adopté, Kyōgoku Takahiro, dirige le han après sa mort.

## Source de la traduction
- (en) Cet article est partiellement ou en totalité issu de l’article de Wikipédia en anglais intitulé « Kyōgoku Takatomo » (voir la liste des auteurs).